# Viterbo
Viterbo este un oraș în regiunea Lazio, Italia, la 100 de kilometri de la Roma. Este capitala Provinciei Viterbo.
Viterbo este cunoscut ca „orașul papilor”, fiindcă mulți papi au avut aici reședință de țară, reședințe care încă se mai pot vedea și în ziua de astăzi. Din cauza aceasta, orașul a devenit un centru important al consiliilor bisericești catolice, primul conclav având loc aici. Centrul său istoric a fost conceput în Evul Mediu și rămâne astăzi în stil medieval italian.
În Viterbo se află Academia Artelor Fine și Universitatea Tuscia.

## Geografie
Orașul Viterbo este situat în regiunea Latium / Lazio, în Italia, la 100 de kilometri de la Roma. Este capitala Provinciei Viterbo și are o populație de 63.005 de locuitori (2010). Poziția sa geografică este 42°25'N 12°06'E.
Orașul se află la o altitudine de 326 m față de nivelul mării.

### Localități învecinate
Orașul Viterbo este învecinat cu Bagnoregio, Bomarzo, Canepina, Caprarola, Celleno, Civitella d'Agliano, Graffignano, Marta, Monte Romano, Montefiascone, Ronciglione, Soriano nel Cimino, Tuscania, Vetralla, Vitorchiano.

## Cultură

### Biserici
- Catedrala San Lorenzo, cunoscută și sub numele de Duomo di Viterbo
- San Silvestro
- San Francesco alla Rocca
- Sant'Angelo in Spatha
- Santa Rosa
- Sant'Egidio
- Santa Maria del Suffragio
- San Sisto
- Santa Maria Nuova
- Chiesa Santa Maria della Verità
- Basilica di Santa Maria della Quercia

### Muzee
- Museo nazionale etrusco
- Museo civico, redeschis în spațiile Mănăstirii S. Maria della Verità, în 1994
- Museo della ceramica della Tuscia, deschis în 1996
- Museo del colle del duomo di Viterbo, în Piazza San Lorenzo

## Demografie
Viterbo - evoluția demografică

|  | Graficele sunt indisponibile din cauza unor probleme tehnice. Mai multe informații se găsesc la Phabricator și la wiki-ul MediaWiki. |

Date: Recensăminte sau birourile de statistică - grafică realizată de Wikipedia

## Localități înfrățite
- Springfield, Massachusetts, Statele Unite ale Americii
- Santa Rosa de Viterbo, Statul São Paulo, Brazilia
- Gubbio, Italia
- Palmi, Italia
- Nola, Italia
- Sassari, Italia
- Campobasso, Italia

## Galerie de imagini

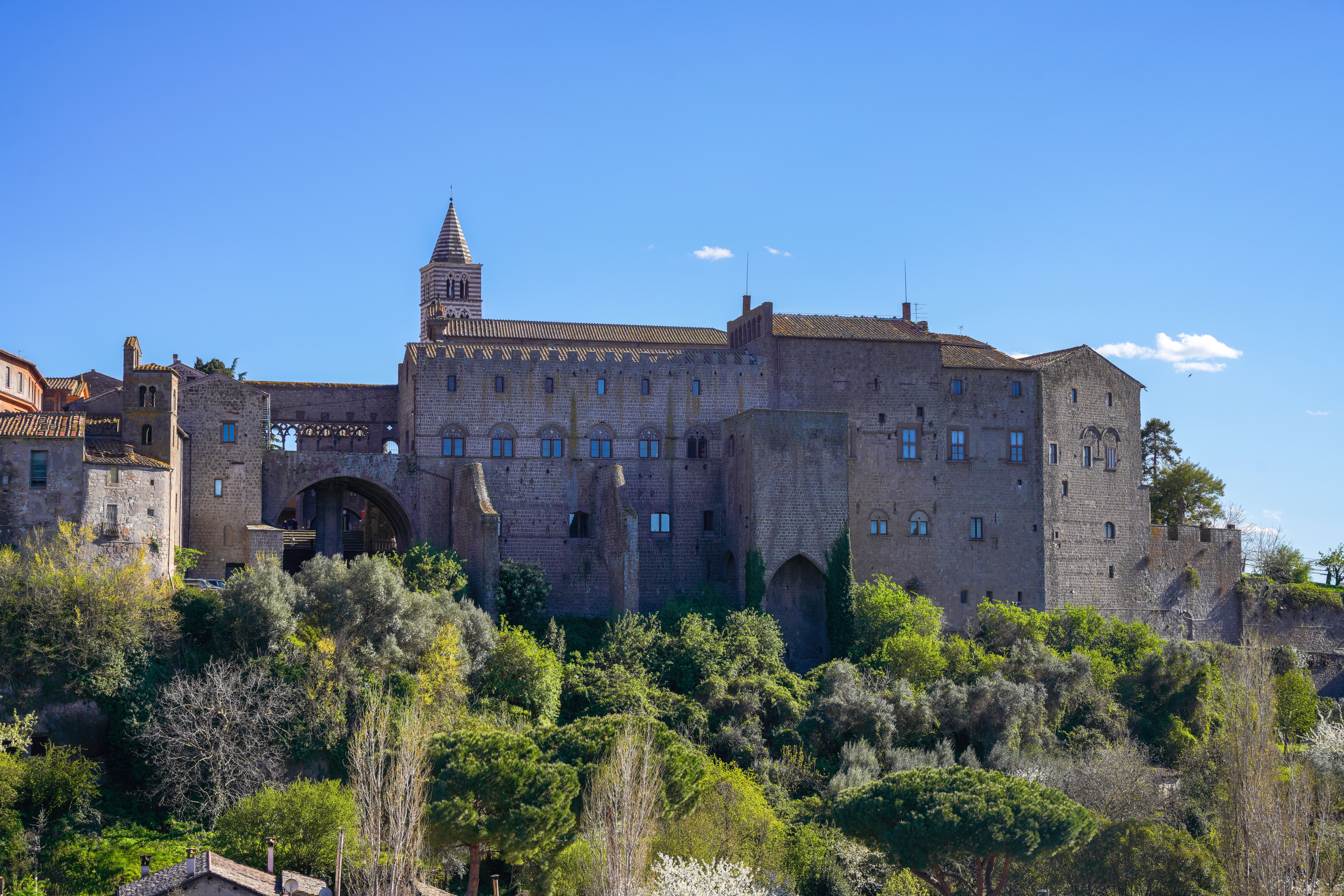
Palatul Papilor, construit între 1255-1266
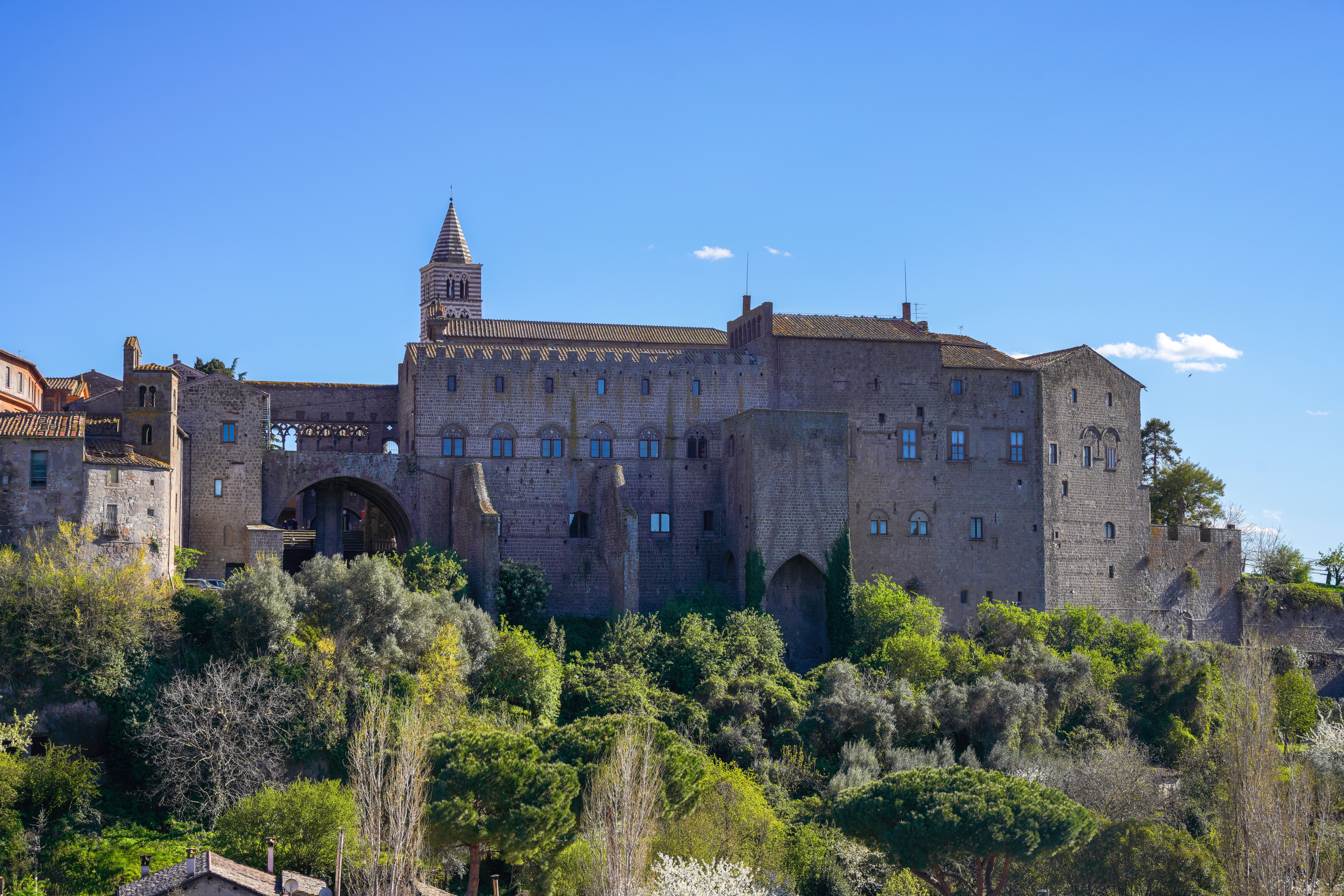
Palatul Papilor din Viterbo
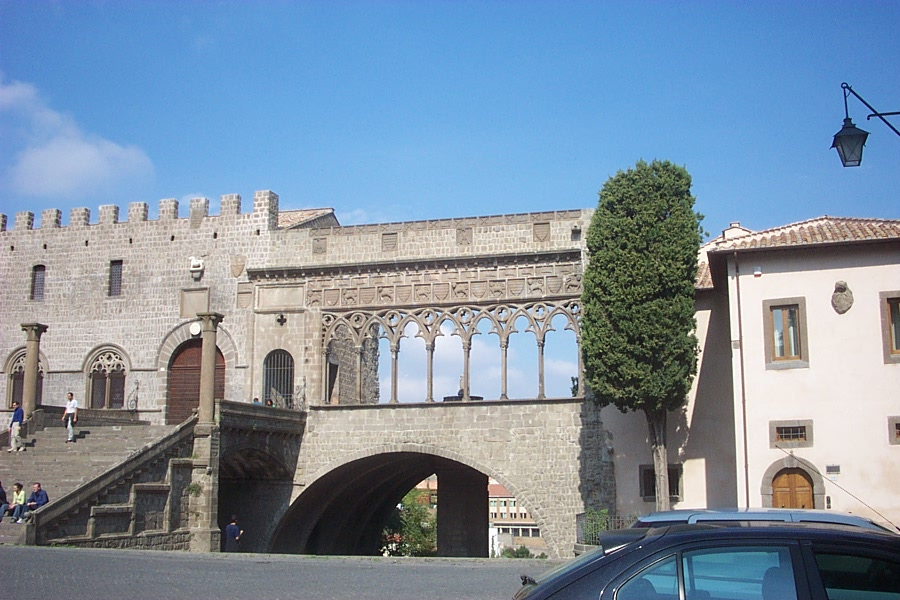
Logia Palatului Papilor, văzută dinspre Piața Sf. Laurențiu / Piazza San Lorenzo din Viterbo
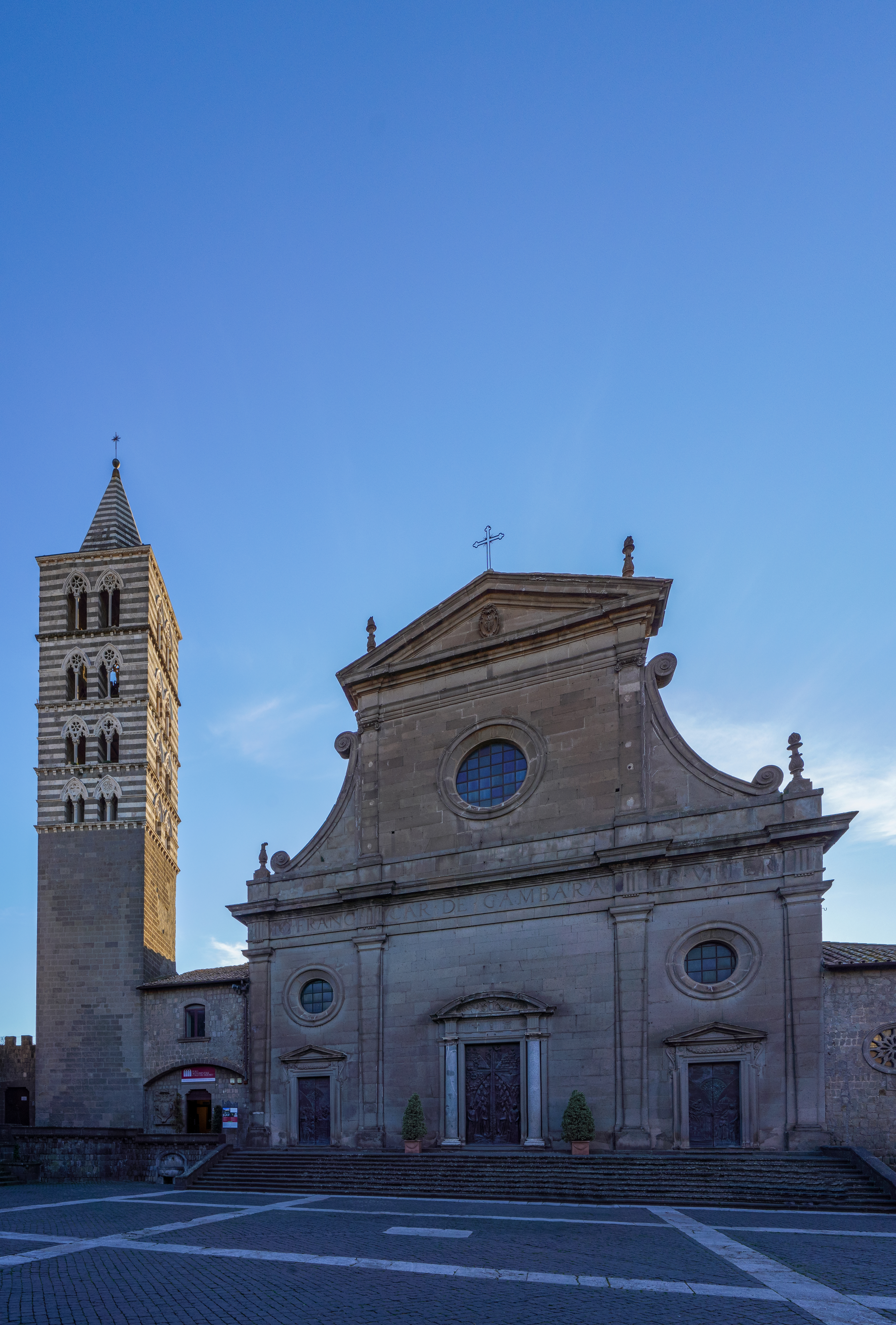
Catedrala San Lorenzo / Catedrala Sfântul Laurențiu din Viterbo
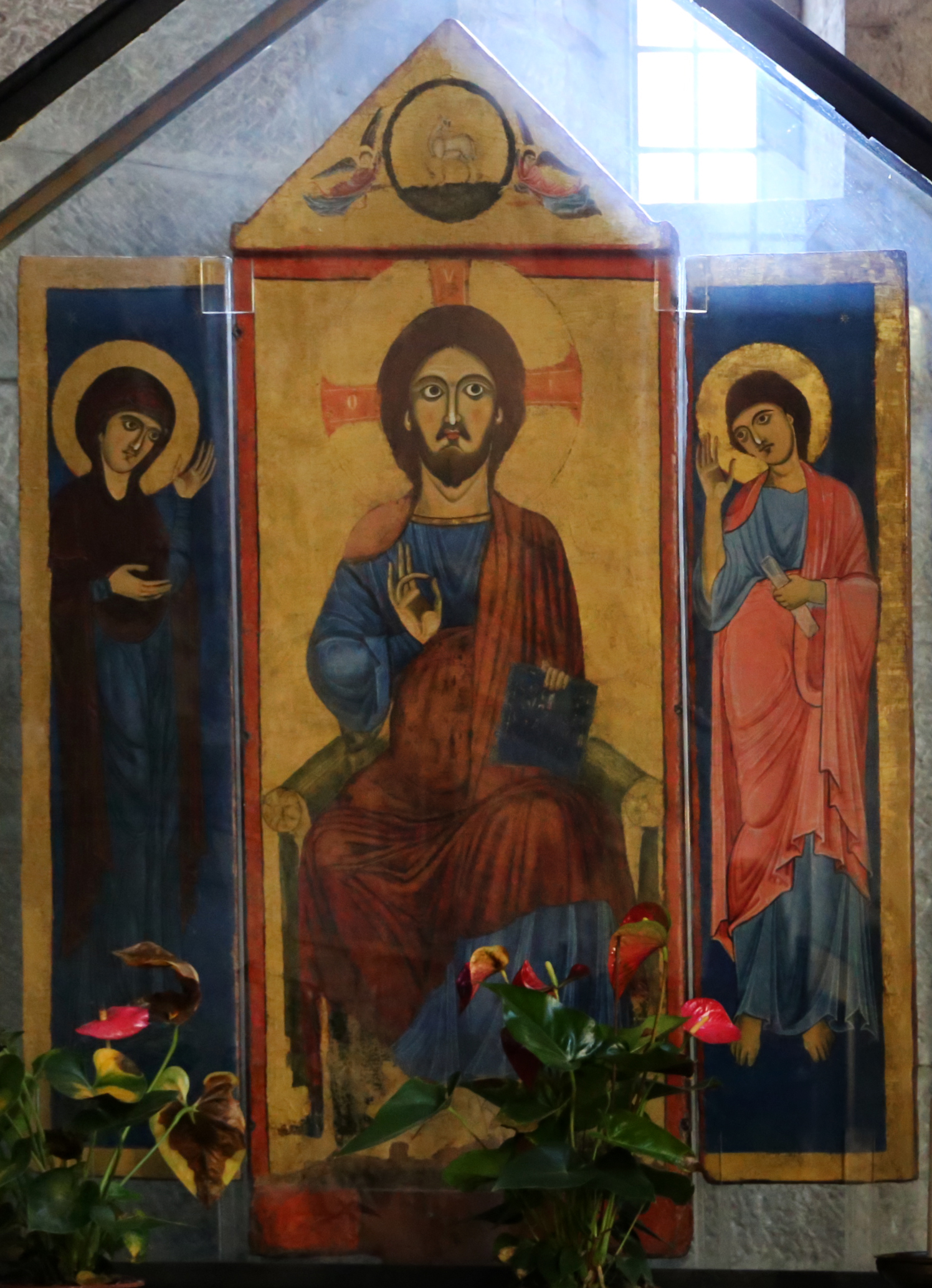
Triptic bizantin, în Biserica Santa Maria Nuova din Viterbo
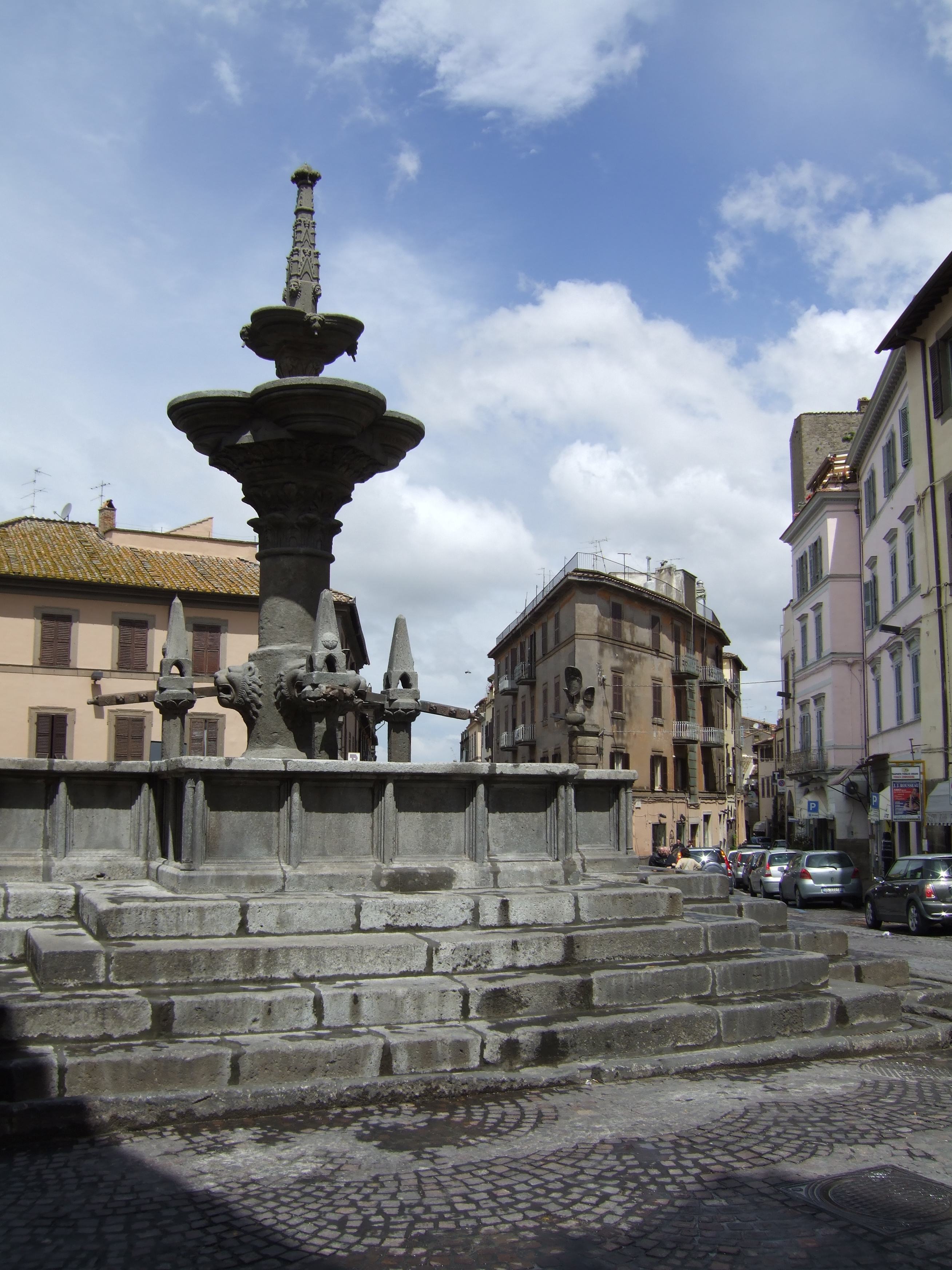
Fontana grande, în scuarul cu același nume din Viterbo
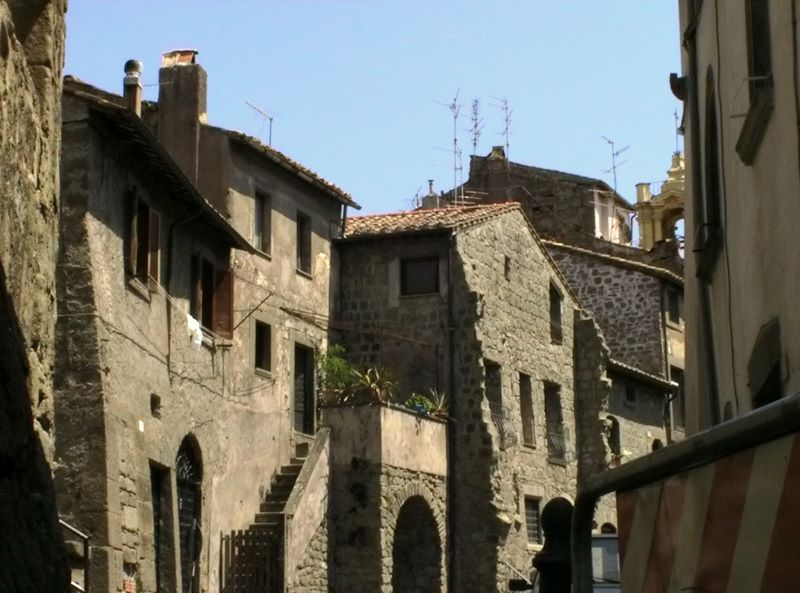
Imagine din Viterbo
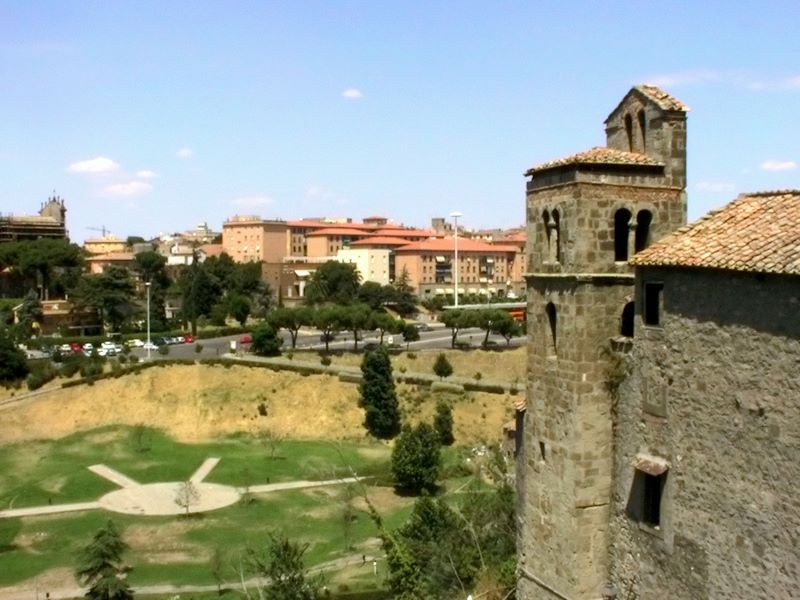
Imagine din Viterbo